# Sebald Pögl der Jüngere
Sebald Pögl, Freiherr von Reifenstein [und Arberg] (* ca. 1490; † 1. Juni 1540) war ein steirischer Hammerherr und Waffenfabrikant.

## Leben
Der Sohn des Hammerherren Sebald Pögl d. Ä. erbte nach dessen Tod (ca. 1510) die Waffenschmiede in Thörl.
Er profitierte auf mehrfache Weise von den Türkeneinfällen (erste Wiener Türkenbelagerung 1529): Einerseits kaufte König Ferdinand I. große Mengen an Waffen. Anderseits wurde zur Finanzierung dieser Rüstungskäufe die Türkensteuer erlassen, deren Finanzierung viele Grundbesitzer zu Notverkäufen zwang, bei denen er als finanzstarker Käufer auftreten konnte. Mit Kaufvertrag vom 21. April 1521 erwarb er von den Brüdern Ungnad die Burg Reifenstein bei Pöls und nannte sich fortan Pögl-Reifensteiner. In den folgenden Jahren wurde die kleine gotische Burg zu einer beachtlichen spätgotischen Festung ausgebaut. 1522 heiratete er Cordula von Herberstein. 1528 erwarb er die Araburg bei Kaumberg in Niederösterreich, weshalb er sich von da an von Reifenstein und Arberg nannte. Ebenfalls 1529 pachtete er von Siegmund von Dietrichstein den Amtshof zu Aflenz sowie das Amt Aflenz (Burg Schachenstein), das dieser zuvor für 24.000 fl vom Stift St. Lambrecht gekauft hatte. 1530 kaufte er vom Stift Klein-Mariazell das Amt Kaumberg, im selben Jahr die Burgen Hohenberg und Schrattenberg in Niederösterreich.
Ebenfalls 1530 wurde Sebald Pögl der Jüngere durch König Ferdinand in den erblichen Reichsfreiherrenstand erhoben. Von 1536 ist überliefert, dass er die Jagd zu Parz, einem bei der ersten Türkenbelagerung Wiens abgekommen Schloss bei Schwechat, erwarb.
Neben seiner dominanten Stellung in der Waffenproduktion versuchte er, auch in den Produktionsvorstufen Fuß zu fassen, was nach der landesfürstlichen Kammergutordnung untersagt war. Unter Berufung auf sein Leobener Bürgerrecht (er war in erster Ehe mit einer Leobener Bürgerin verheiratet) versuchte er, das Niederlagsrecht der Stadt Leoben für Roheisen zu umgehen und so zu günstigeren Rohmaterialien für sein Hammerwerk zu kommen. Außerdem transportierte er Roheisen abseits der dafür vorgesehenen mautpflichtigen Straßen.
Dies führte zu einer Anklage und einem langwierigen Prozess der schließlich am 1. Februar 1539 von König Ferdinand gegen Pögl entschieden wurde:
Pögl wurde das Leobener Bürgerrecht aberkannt, er musste seine Radwerke zur Roheisenproduktion verkaufen und dem König eine Strafe von 38.000 Rheinischen Gulden bezahlen, wodurch der König sich elegant seiner Schulden bei Pögl entledigen konnte. Diese verheerende Prozessniederlage und der gleichzeitige technologischer Wandel von geschmiedeten Eisengeschützen zu gegossenen Bronzegeschützen bedeuteten das Ende von Pögls Vormachtstellung in der Waffenproduktion.
Sebald Pögl der Jüngere verfasste 1538 sein Testament und verstarb 1540.

## Religion
Durch seine Handelsbeziehungen in den mitteldeutschen Raum kam Pögl schon früh in Kontakt mit den Lehren Martin Luthers. Schon am 21. Mai 1521 erwähnte Pögl in einem Brief, dass er sich aus Interesse drei lutherische Schriften besorgt habe und kommentierte das Verhör Luthers vor dem Kaiser am Reichstag zu Worms, das am 17. April 1521 stattgefunden hatte. 1535 erließ er in seinem Herrschaftsgebiet ein Verbot von Wallfahrten. Ein Inventar aus dem Jahr 1565 erwähnt mehrere lutherische Bücher, darunter auch eine Bibelübersetzung.

## Familie
Sebald Pögl war verheiratet mit:
1. einer namenlosen Leobener Bürgerstochter
2. nach 1522 mit Cordula von Herberstein († 17. März 1543).

Deren Bruder Georg Freiherr von Herberstein übernahm nach Sebald Pögl's Tod die Vormundschaft über die 11 minderjährigen Kinder. Seine Kinder genossen eine universitäre Ausbildung und heirateten durchwegs in Familien des österreichischen Hochadels. Keiner von Seebolds sechs Söhnen hatte männliche Nachkommen, wodurch mit dem Tod des jüngsten Sohnes Adam das Geschlecht der Pögl-Reifenstein 1589 im Mannesstamm ausstarb.

### Nachkommen

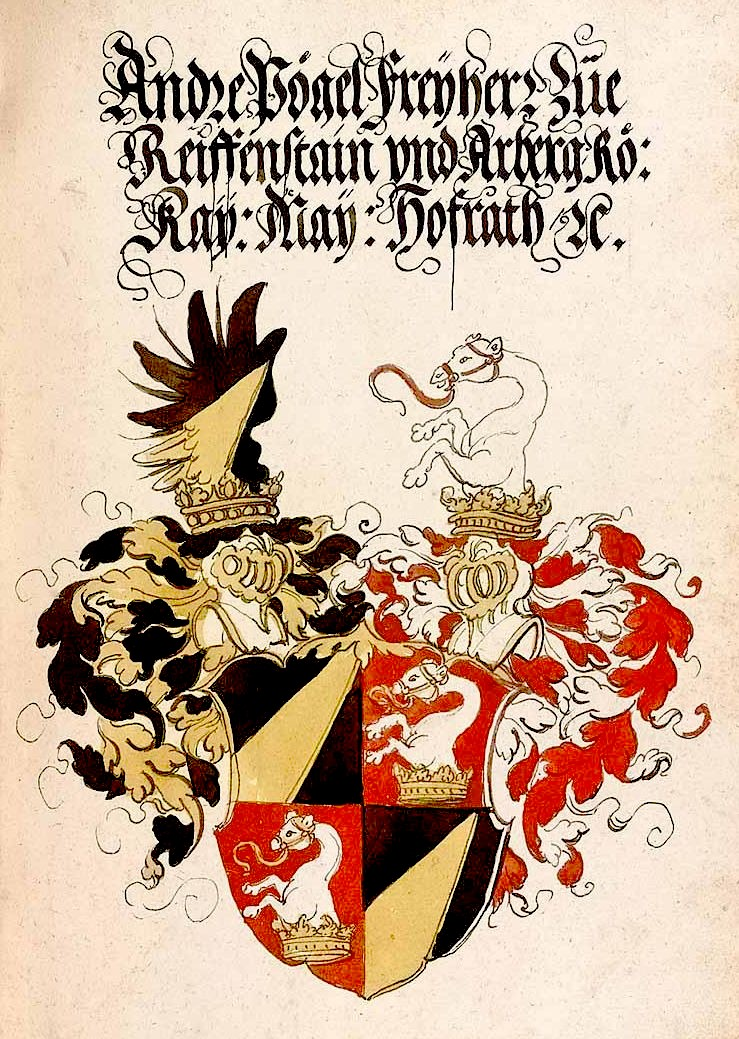
Wappen „Andre Pögel Freyherr zue Reiffenstain und Arberg“

- Andreas Pögl (* 1525; † 1565) ⚭ 1547 Barbara Polheim (* 1521; † 18. März 1560 in Wien).[5] Andreas Pögl wurde von Wolfgang Lazius, Leibarzt Ferdinand I. und Hofbibliotheks-Präfect, erzogen, der mit ihm ausgedehnte Bildungsreisen durch ganz Europa unternahm. Er versuchte, den in der Erbteilung nach dem Tod des Vaters und seiner Brüder zerstreuten Besitz wieder in einer Hand zu konzentrieren und durch Zukäufe in Niederösterreich und Wien zu vermehren. 1556 erwarb er den Schaunberger Hof in Wien-Favoriten, der danach Pögl-Hof genannt wird (das heutige Theresianum), 1559 die Herrschaft Mödling und Burg Liechtenstein. Er war kaiserlicher Hofrat unter Ferdinand I.
- Georg Pögl (* ca. 1526; † 11. März 1557) ⚭ Helena von Zacklin (* 1539; † 14. März 1579 in Horn);[5] dessen Tochter[6]
  - Eleonora Pögl (Pöckling) († 1576), Grabstein in der Filialkirche Altenburg, ⚭ um 1573 mit Friedrich von Prag († 1600), Freiherr von Windhaag,
- Peter Pögl
- Sebold Pögl
- Paul Pögl (* um 1530; † 1554), studierte 1539 an der Universität in Wien und 1547 in Padua und verstarb 1554 unverheiratet und kinderlos. Das Erbe ging an seinen Bruder Georg, die beiden anderen Brüder wurden mit 5000 Gulden abgefunden,
- Adam Pögl (* um 1530; † 1575), studierte um 1549 an der Universität von Padua Rechtswissenschaften und bewohnte dort mit Johann und Bartolomäus Khevenhüller, Georg und Leopold Herberstein ein Haus. Er war verheiratet mit Margarete Stadler und hinterließ keine männlichen Nachkommen, womit das Geschlecht im Mannesstamm erlosch. Seine Tochter war:[6]
  - Elisabeth Pögl, ⚭ mit Michael Székely von Kövend (Zekel; Zackl; Zaggl; Zäckhl) (* 1540, † 1603) auf Fridau,
- Cordula Pögl († 20. Jänner 1557), ⚭ mit Heinrich Strain zu Schwarzenau,[5]
- Susanne Pögl (* ?; † 21. Jänner 1589 in Graz), ⚭ am 20. Juni 1553 mit Wolf-Dietrich Harditsch († 5. Juni 1554),[5] danach am 9. September 1557 mit Wolfgang von Stubenberg. Sie verzichtete 1553 auf die Erbschaft ihres Vaters, solange männliche Nachkommen von ihm lebten. Ihre Tochter war
  - Esther von Gera (* ca. 1563; † 20. Oktober 1611), Verfasserin des Geraschen Gedächtnisbuchs,
- Eva Pögl ⚭ 1553 Wilhelm von Hofkirchen, Freiherr von Kollmitz,[5] verzichtete 1553 auf die Erbschaft ihres Vaters, solange männliche Nachkommen von ihm leben. Ihr Sohn
  - Wolfgang II. von Hofkirchen, (* 1. September 1555; † 16. Juni 1611) war ein führender protestantischer Ständepolitiker.
- Marie Pögl († vor 1575), ⚭ 1562 Valentin Sauermann (Sauromannus) von Jeltsch († 1573) aus Schlesien,[5] Studium 1536 in Wittenberg sowie in Pavia, Bologna, Marburg an der Lahn und 1549/51 in Ferrara, Dr. jur., kaiserlicher Rat und Gesandter, seit 1556 böhmischer Appellationsrat,
- Esther Pögl.